# Peter Grasselli
Peter Grasselli (28. června 1841 Kranj – 17. listopadu 1933 Lublaň) byl rakouský politik slovinské národnosti, v 2. polovině 19. století poslanec Říšské rady a starosta Lublaně.

## Biografie
Studoval gymnázium v Lublani v letech 1851–1859 pak právnickou fakultu Univerzity ve Štýrském Hradci a Vídeňské univerzity (1859–1863). Po návratu do rodného kraje byl aktivní v národních spolcích. Byl funkcionářem Sokola, Divadelního spolku. V roce 1882 se stal členem lublaňské obecní rady a byl zvolen starostou města (první národně uvědomělý Slovinec na tomto postu). Starostenský úřad vykonával do roku 1896.
Zasedal na Kraňském zemském sněmu, kde v letech 1875–1877 zastupoval kurii venkovských obcí, obvod Postojna, Planina, Senožeče, Lož, Bistrica. Když zemřel Jožef Emanuel Barbo Waxenstein, nahradil ho v letech 1880–1883 v jeho obvodu Trebnje, Stična, Žužemberk, Mokronog, Litija, Radeče. Pak od roku 1883 do roku 1907 reprezentoval na sněmu město Lublaň. V letech 1881–1888 byl navíc náměstkem kraňského zemského hejtmana (předsedy sněmu). V letech 1880–1883 a 1898–1901 byl náhradníkem zemského výboru a od roku 1901 do roku 1907 členem zemského výboru.
Působil také jako poslanec Říšské rady (celostátního parlamentu Předlitavska), kam nastoupil doplňovacích volbách roku 1882 za kurii městskou a obchodních a živnostenských komor v Kraňsku, obvod Lublaň. Slib složil 5. prosince 1882. Ve volebním období 1879–1885 se uvádí jako Peter Graßelli, starosta, bytem Lublaň.
V roce 1882 se uvádí jako slovinský národní poslanec. Přistoupil ke konzervativnímu Hohenwartově klubu.